# John Devereux
John Anthony Devereux, né le 30 mars 1966 à Pontycymer (pays de Galles) est un ancien joueur de rugby à XV, sélectionné en équipe du pays de Galles (1986-1989, 21 sélections, quatre essais soit 20 points) au poste de trois-quarts centre (1,88 m de taille). Il compte également une sélection avec les Lions (Australie, 1989).
Il commence sa carrière au rugby à XV à Bridgend puis devient international gallois. Le pays de Galles et le rugby amateur gallois ayant des difficultés, il rejoint la ligue anglaise professionnelle de rugby à XIII chez les Widnes Vikings. Il devient international de rugby à XIII, pour la Grande-Bretagne (1992-1996, dix capes) et le pays de Galles (1993-2002, huit sélections, un essai et une pénalité soit 8 points), jouant au centre ou à l'aile. 
Avec le passage du rugby à XV dans le monde professionnel, il rejoint Sale, puis Bridgend deux ans plus tard.

## Carrière

### Club à XV
- jusqu'en 1997 : Bridgend RFC  Pays de Galles
- 1997-1999 : Sale Sharks  Angleterre
- 1999-2000 : Bridgend RFC  Pays de Galles

### Club à XIII
- Widnes Vikings 1991-1996

### Équipe nationale à XV
Il a disputé son premier test match le 18 janvier 1986 contre l'équipe d'Angleterre, et son dernier test match fut contre l'équipe d'Irlande le 4 février 1989.
John Devereux a disputé cinq matchs de la coupe du monde 1987.

### Équipe nationale à XIII
John Devereux a disputé dix matchs avec le pays de Galles alors qu'il était en club avec Widnes de 1991 à 1996, et il a joué 6 matchs avec la Grande Bretagne. 
Il a joué la finale de la Coupe du monde 1992 à Wembley avec la Grande-Bretagne. 

## Palmarès

### équipe nationale à XV
- 3e de la coupe du monde 1987.
- 21 sélections
- Sélections par année : 7 en 1986, 9 en 1987, 3 en 1988, 2 en 1989
- Tournois des Cinq Nations disputés : 1986, 1987, 1989

### équipe nationale à XIII
- finaliste de la Coupe du monde 1992 à Wembley avec la Grande-Bretagne.